# 大笄
大笄（おおこうげ）は、丹沢山地の丹沢主稜にある標高1,510mの山。神奈川県相模原市と足柄上郡山北町の境界に位置し、丹沢大山国定公園に属す。
小笄から大笄までは地形が急峻で、鎖場やハシゴが断続する。

## 周辺の山など
- 熊笹ノ峰 (1,523m)
- 檜洞丸 (1,601m)
- 小笄 (1,288m)
  - 犬越路 (1,060m)
- 大室山 (1,588m)

## 画像

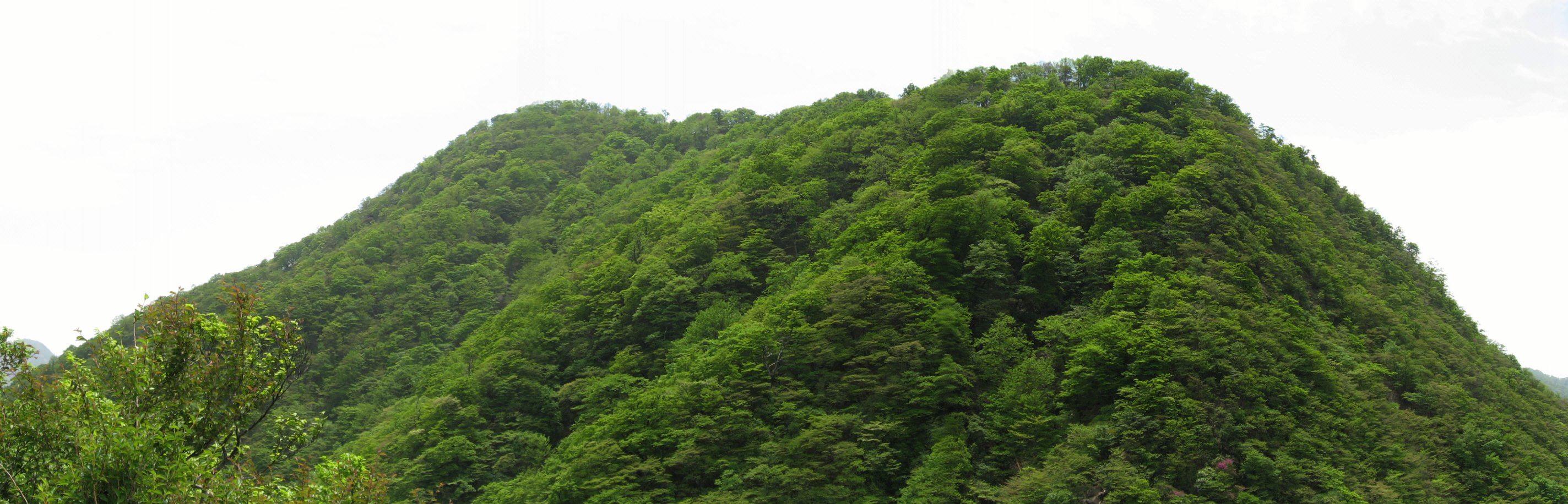
小笄から見た大笄の山体
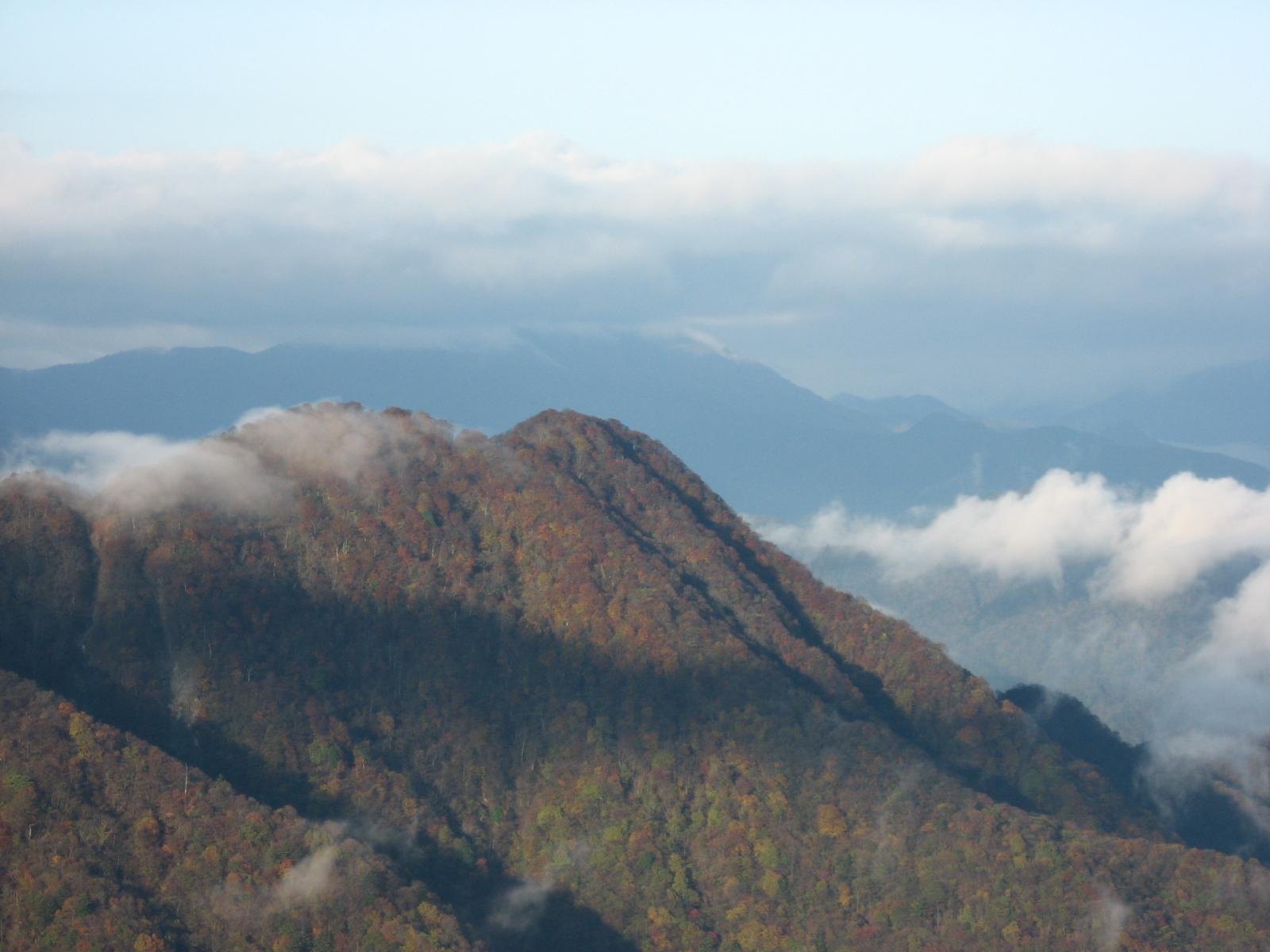
蛭ヶ岳より望む大笄
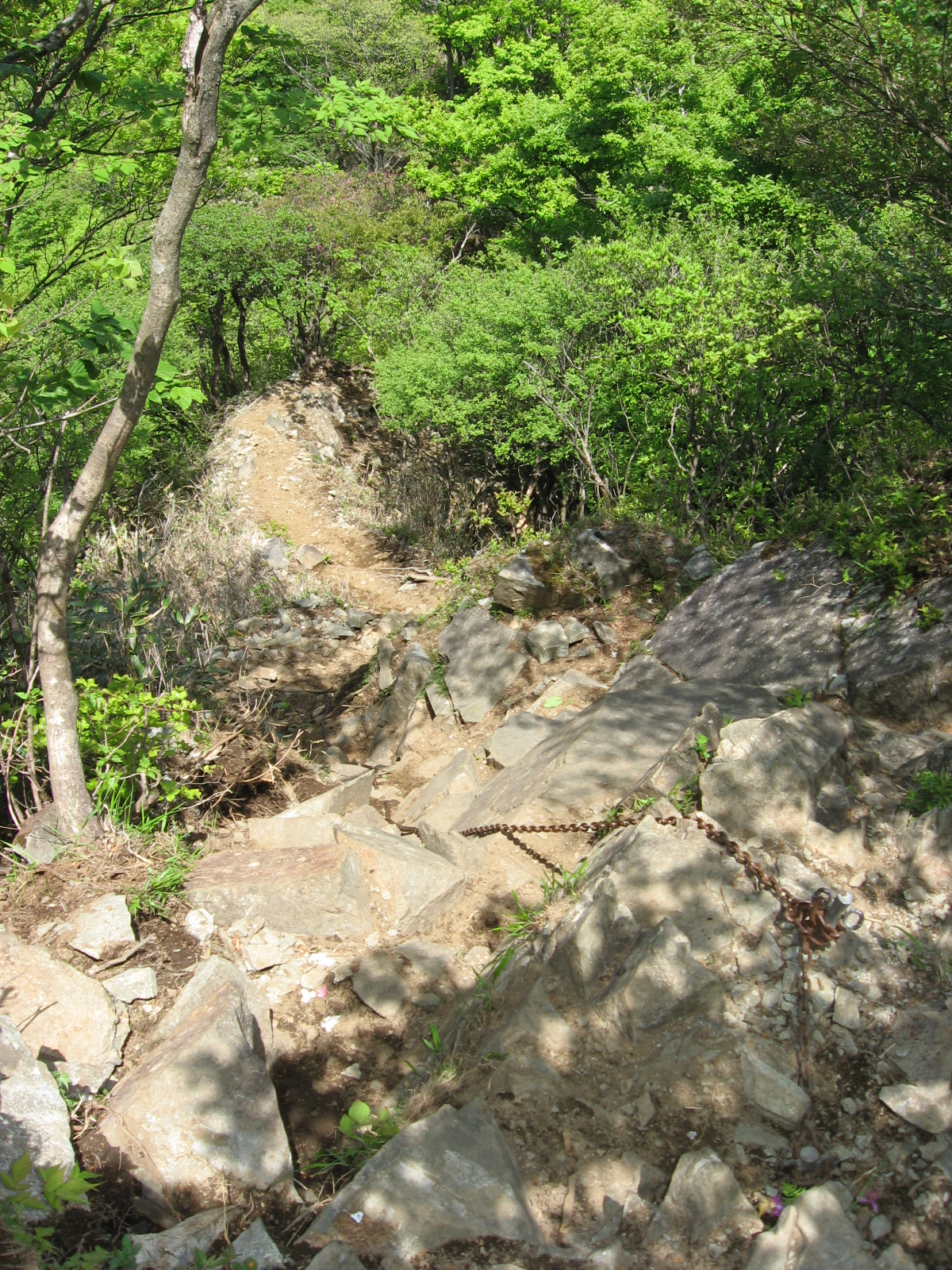
大笄付近はこのような鎖場が多い